# Дунево
Дунево е село в Южна България. То се намира в община Смолян, област Смолян.

## География
Село Дунево се намира в планински район.

## Религии
Населението е съставено изцяло от християни.

## Културни и природни забележителности
Черква „Св. Илия“, построена 1859 г.
Близо до селото е построен храм. На 14 юни хората от селото и от града се събират край храма, за да отпразнуват празника „Св. Елисей“.

## Личности
- Ташо Щерев (1929 – ?), български строител, герой на социалистическия труд